# Chelipoda truncata
Chelipoda truncata är en tvåvingeart som beskrevs av James David Macdonald 1993. Chelipoda truncata ingår i släktet Chelipoda och familjen dansflugor. Inga underarter finns listade i Catalogue of Life.